# Belloc (Ariège)
Belloc (okzitanisch Bèllòc) ist eine französische Gemeinde mit 84 Einwohnern (Stand 1. Januar 2022) im Département Ariège in der Region Okzitanien. Sie gehört zum Kanton Mirepoix und zum Arrondissement Pamiers.
Sie grenzt im Nordwesten an Saint-Quentin-la-Tour, im Nordosten an Camon, im Südosten an Montbel, im Südwesten an Léran und im Westen an Troye-d’Ariège.

## Bevölkerungsentwicklung
| Jahr      | 1962 | 1968 | 1975 | 1982 | 1990 | 1999 | 2008 | 2015 |
| --------- | ---- | ---- | ---- | ---- | ---- | ---- | ---- | ---- |
| Einwohner | 84   | 54   | 33   | 55   | 44   | 62   | 66   | 70   |